# یاسونوری ایمامورا
یاسونوری ایمامورا (انگلیسی: Yasunori Imamura; ۱۹ اکتبر ۱۹۵۳ – ) موسیقی‌دان اهل ژاپن بود.